# Storrington
Storrington es una localidad situada en el condado de Sussex Occidental, en Inglaterra (Reino Unido), con una población estimada a mediados de 2016 de 8731 habitantes.
Se encuentra ubicada al sur de la región Sudeste de Inglaterra, cerca de la costa del canal de la Mancha y de la ciudad de Chichester —la capital del condado— y al sur de Londres.